# James Lennox
James Lennox (Chryston, 21 aprile 1899 – ...) è stato un aviatore britannico.
Il tenente James Scott Lennox è stato un Asso dell'aviazione della prima guerra mondiale inglese accreditato con cinque vittorie aeree.

## Biografia e prima guerra mondiale
Lennox fu promosso da cadetto a sottotenente (in prova) nella Lista generale per il servizio nel Royal Flying Corps il 2 agosto 1917, fu nominato flying officer e confermato al suo rango il 12 ottobre 1917.
Lennox fu assegnato al No. 66 Squadron RAF in Italia il 12 marzo 1918, sul Sopwith Camel.
Ha ottenuto la sua prima vittoria aerea il 20 maggio, forzando a terra senza controllo un Albatros D.V su Alano di Piave. Il giorno dopo ne abbatte un altro su Moriago della Battaglia. Il 15 luglio ha abbattuto un Albatros D.III su Levico Terme ed un altro D.V a sud di Biago il 26 agosto. Infine, il 27 ottobre, ha forzato un aereo da ricognizione di Tipo C a sud di San Polo di Piave, per un totale di tre aerei abbattuti e due forzati fuori controllo. Quindi tornò in Inghilterra per servire in patria.
Lennox fu insignito della Croce al merito di guerra dal governo italiano nel febbraio 1919.